# Gerald Ciolek
Gerald Michael Ciolek (Colônia, 19 de setembro de 1986) é um ciclista da Alemanha. Participou nos Jogos Olímpicos de Pequim 2008, competindo na prova de estrada individual, mas não conseguiu completar a corrida.